# Brackenheim
Brackenheim ( hallgat) település Németországban, azon belül Baden-Württembergben. Lakosainak száma 16 795 fő (2023. december 31.). Brackenheim Cleebronn, Güglingen és Eppingen községekkel határos.

## Népesség
A település népessége az elmúlt években az alábbi módon változott:
| Lakosok száma | 8566 | 9515 | 9907 | 10 194 | 10 783 | 12 783 | 14 422 | 15 240 | 15 106 | 16 795 |
|               | 1961 | 1967 | 1974 | 1980   | 1987   | 1993   | 2000   | 2006   | 2013   | 2023   |